# Theater Affekt
Das Theater Affekt war eine Off-Theater-Gruppe in Berlin, die 1992 als Produktionsgemeinschaft von Studierenden an der Freien Universität gegründet wurde.

## Geschichte
1992 wurde das Theater Affekt als Produktionsgemeinschaft des Schweizer Theaterregisseurs Stefan Bachmann, des deutschen Dramaturgen Thomas Jonigk, der deutschen Bühnenbildnerin Ricarda Beilharz, des schweizer-deutschen späteren Künstlerischen Betriebsdirektors des Schauspielhauses Zürich Tom Till und des heutigen Intendanten des Schauspiel Hannover Lars-Ole Walburg gegründet.
Autor der Gruppe aus Regisseuren, Dramaturgen und Bühnenbildnern war Thomas Jonigk. Das Theater Affekt wurde in den Folgejahren mit Inszenierungen von Titus Andronicus von William Shakespeare (1992) und der Penthesilea von Heinrich von Kleist bekannt. Jonigks Stück Du sollst mir Enkel schenken wurde 1994 von Bachmann zur Uraufführung gebracht. Es folgte „Täter“ im Jahr 2000.
Das Theater Affekt führte seine freien Produktionen ohne festes Haus unter anderem im Studio des Renaissance-Theaters, im Theater Zerbrochene Fenster und in den Sophiensæle Berlin auf. Als Schauspieler konnte die Gruppe in dieser Zeit Bühnengrößen wie Anna Böttcher, Gesine Cukrowski und Gerd Lukas Storzer verpflichtet.
1995 erhielt Bachmann mit dem Theater Affekt für die Inszenierung von Lila, einem Singspiel nach Johann Wolfgang von Goethe, den Friedrich-Luft-Preis. Die Jury der Berliner Morgenpost lobte damit die Theaterarbeit einer jungen Generation, die sich mit ideologiefreiem Verstand, Witz und Mut in einer undurchsichtig-fragmentarisierten Welt zurechtzufinden sucht.
Ricarda Beilharz wurde 1996 als Nachwuchsbühnenbildnerin des Jahres und 1999 als Bühnenbildnerin des Jahres von Theater heute ausgezeichnet.

## Auszeichnungen
- Friedrich-Luft-Preis des Jahres 1995: Stefan Bachmann
- Nachwuchsbühnenbildnerin des Jahres 1996: Ricarda Beilharz
- Bühnenbildnerin des Jahres 1999: Ricarda Beilharz